# Museum der Stadt Vils

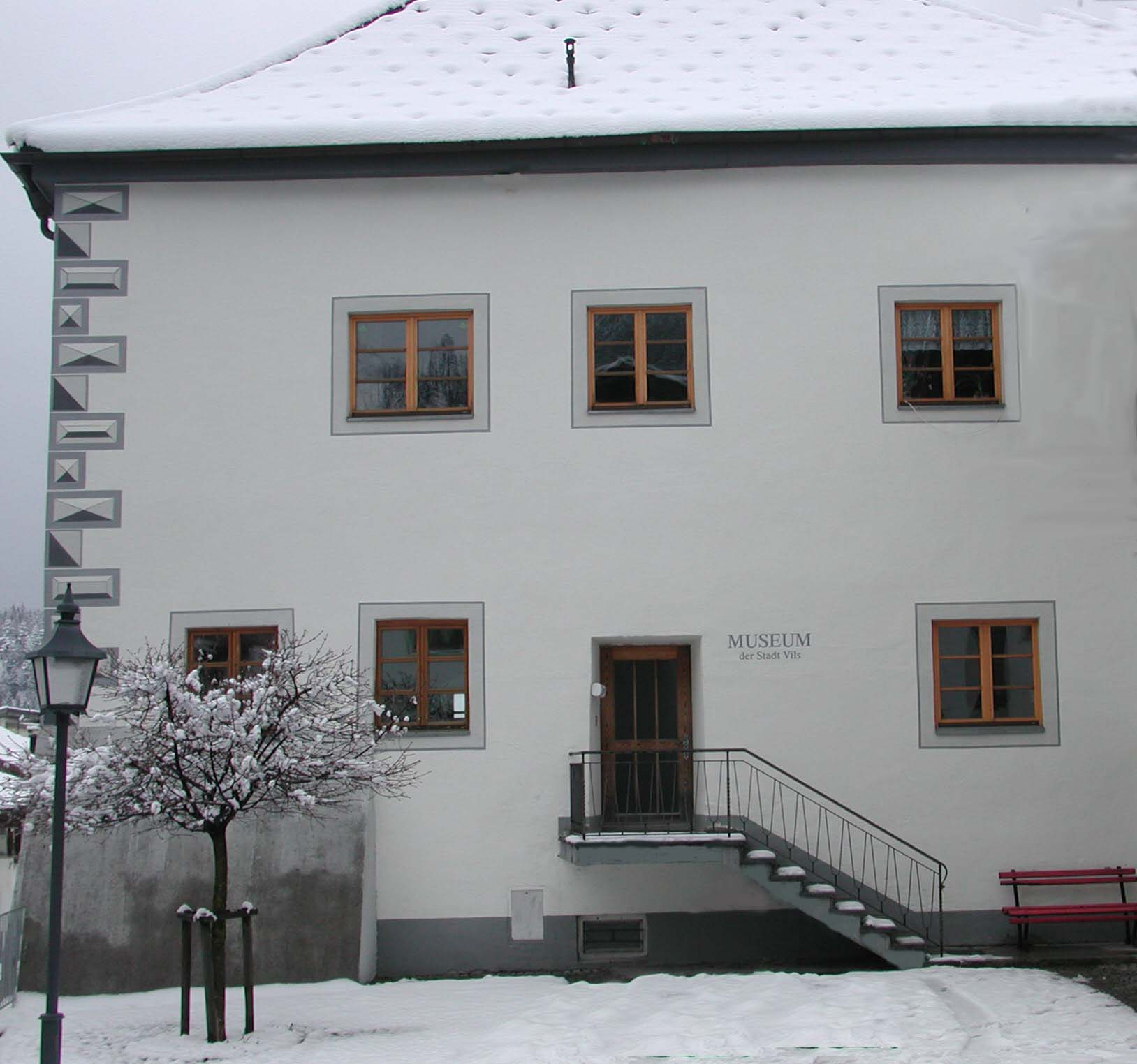
Museum der Stadt Vils

Das Museum der Stadt Vils dokumentiert die Geschichte der Stadt Vils in Tirol.

## Geschichte
Der Museumsverein der Stadt Vils – gegründet im Jahre 1987 von Reinhold Schrettl und Mitstreitern – richtete 1993 im „Schlössle“ erstmals einen Raum als Museum ein. Das „Schlössle“ am südlichen Ende der Stadtgasse war mit dem oberen Tor der Stadtmauer verbunden und diente als Amtshaus. Der Museumsverein der Stadt Vils nennt sich seit dem Jahre 2014 VilsArt Kulturverein.

## Sammlungen
Das Museum zeigt unter anderem:
- Geigen der Geigenbauerfamilien Rief und Petz und vom Meister der Viola d’amore Johann Ulrich Eberle
- Vier Gemälde des 1764 in Vils verstorbenen Barockmalers Balthasar Riepp
- Einen wissenschaftlich aufgearbeiteten Geologieraum mit Informationstafeln und paläontologischen Funden aus Vils und Umgebung

Gegenstände und Dokumente aus dem historischen Vils – unter anderem das Wappen von Balthasar Sprenger oder Springer –  runden die Sammlung ab.

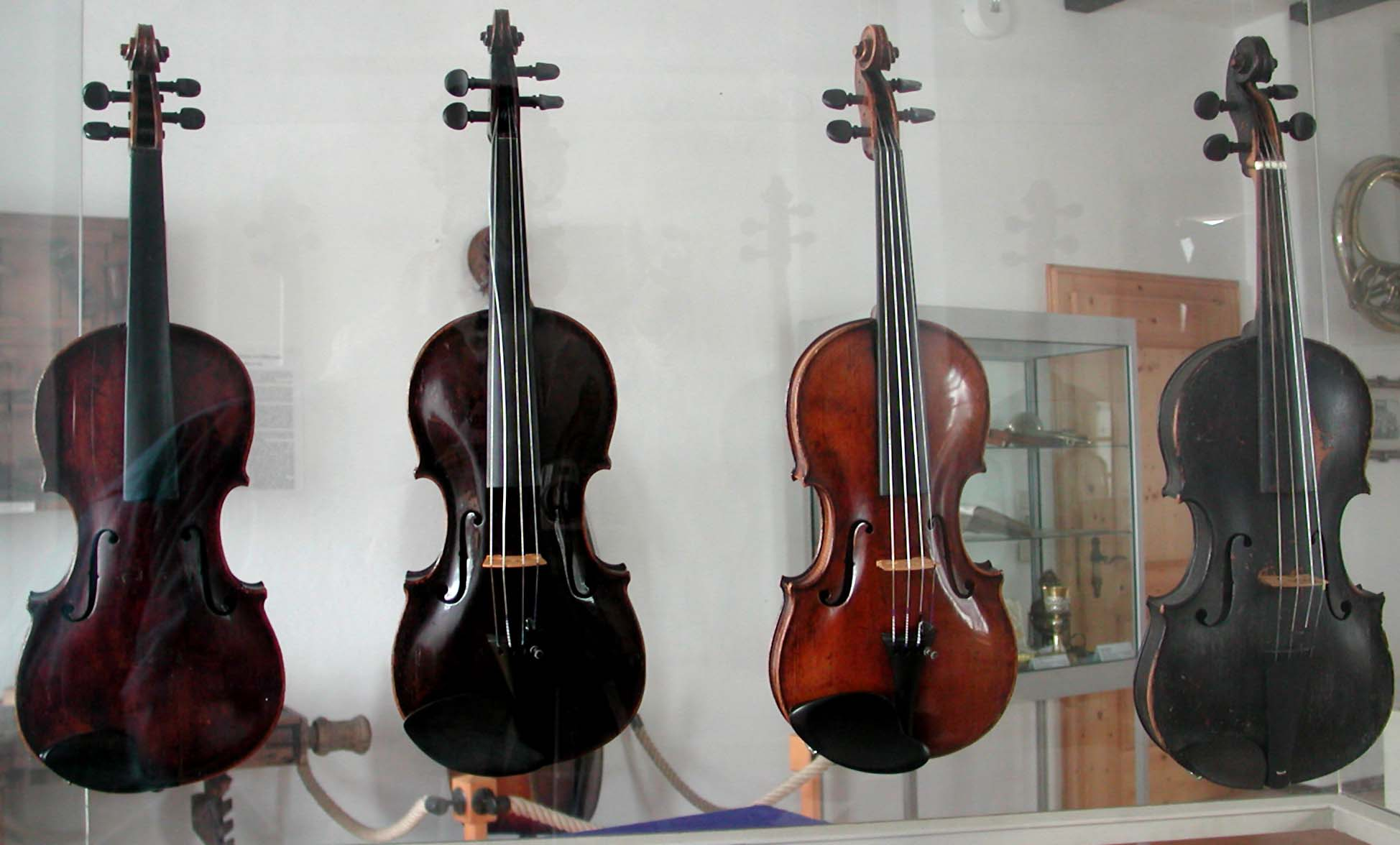
Geigen im Museum
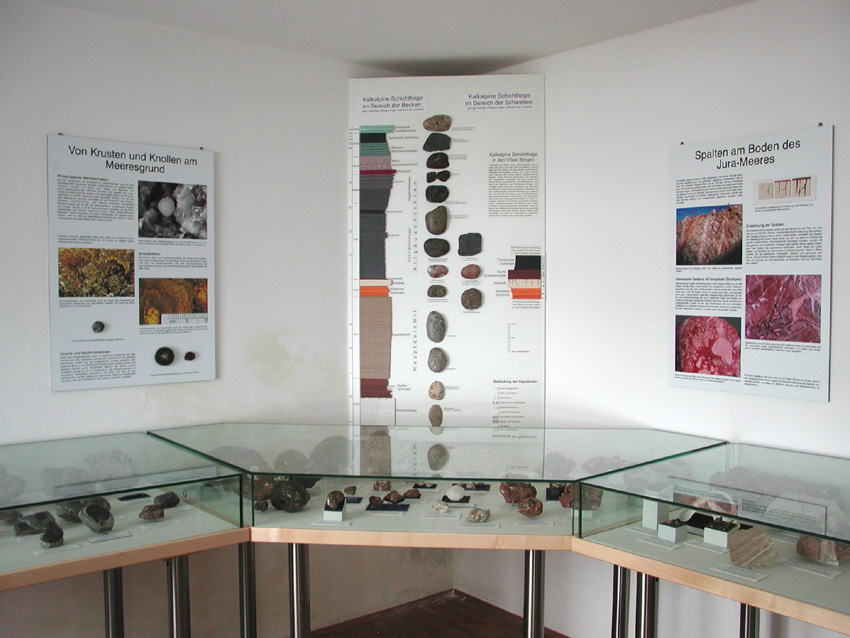
Geologieraum im Museum

Weitere Gemälde des Balthasar Riepp und eine umfangreiche Krippenausstellung des am 17. Juli 2014 verstorbenen Künstlers Norbert Roth sind im Riepphaus, neben der Kirche, zu sehen.